# Philyra interjecta
Philyra interjecta är en havsspindelart som beskrevs av Turpaeva 2006. Philyra interjecta ingår i släktet Philyra och familjen Phoxichilidiidae. Inga underarter finns listade i Catalogue of Life.